# Jal (Kazakhstan)
Le Jal est un plat de la cuisine kazakhe à base de gras de cou de cheval. 
Le Jal est la couche de graisse sous la crinière du cheval et on ne le sert qu'aux invités honorés car c'est un ingrédient très rare.